# Argentina en la Copa Mundial de Fútbol de 1990
La selección de fútbol de Argentina fue uno de los 24 equipos participantes en la Copa Mundial de Fútbol de 1990, que se organizó en Italia entre el 8 de junio y el 8 de julio. Por su condición de campeón defensor, no tuvo que jugar el proceso clasificatorio. Esta fue su quinta participación consecutiva y la décima en total.
El equipo integró el grupo B junto con Camerún, Rumania y Unión Soviética, y accedió a segunda fase como mejor tercero. En octavos de final derrotaron a Brasil, mientras que en los siguientes dos partidos, frente a Yugoslavia e Italia, respectivamente, avanzaron mediante definición por penales. Por segunda vez consecutiva, se enfrentaron con Alemania en la final, pero en esta ocasión la selección europea se impuso por 1-0.

## Plantel
El cuerpo técnico encabezado por Carlos Bilardo tuvo un particular criterio para la asignación de números en los dorsales de los jugadores: eligió el orden alfabético, pero en el caso de los participantes que habían estado en la Copa Mundial de 1986, eligió mantener los números usados en aquel torneo.
Así, mientras los veteranos mantuvieron su número de camiseta (el 2 para Batista, el 7 para Burruchaga, el 10 para Maradona, el 14 para Giusti, el 16 para Olarticoechea y el 19 para Ruggeri), los debutantes mundialistas siguieron una lista alfabética. El delantero Abel Balbo recibió el número 3 (que tradicionalmente pertenece a los marcadores de punta por izquierda) y el defensor Néstor Fabbri usó la camiseta n.º 11, comúnmente correspondiente a los volantes por izquierda o punteros izquierdos.
Lista de los convocados a la Copa del Mundo:
| #  | Nac | Nombre                   | Posición      | Fecha de Nacimiento               | PJ Sel | Club               |
| -- | --- | ------------------------ | ------------- | --------------------------------- | ------ | ------------------ |
| 1  |     | Nery Pumpido             | Portero       | 30 de julio de 1957 (32 años)     |        | Real Betis         |
| 2  |     | Sergio Batista           | Mediocampista | 9 de noviembre de 1962 (27 años)  |        | River Plate        |
| 3  |     | Abel Balbo               | Delantero     | 1 de junio de 1966 (24 años)      |        | Udinese            |
| 4  |     | José Basualdo            | Mediocampista | 20 de junio de 1963 (26 años)     |        | Stuttgart          |
| 5  |     | Edgardo Bauza            | Defensor      | 26 de enero de 1958 (32 años)     |        | Veracruz           |
| 6  |     | Gabriel Calderón         | Delantero     | 7 de febrero de 1960 (30 años)    |        | PSG                |
| 7  |     | Jorge Burruchaga         | Mediocampista | 9 de octubre de 1962 (27 años)    |        | Nantes             |
| 8  |     | Claudio Caniggia         | Delantero     | 9 de enero de 1967 (23 años)      |        | Atalanta           |
| 9  |     | Gustavo Dezotti          | Delantero     | 14 de febrero de 1964 (26 años)   |        | Cremonese          |
| 10 |     | Diego Armando Maradona † | Mediocampista | 30 de octubre de 1960 (29 años)   |        | Napoli             |
| 11 |     | Néstor Fabbri            | Defensor      | 29 de abril de 1968 (22 años)     |        | Racing Club        |
| 12 |     | Sergio Goycochea         | Portero       | 17 de octubre de 1963 (26 años)   |        | Millonarios        |
| 13 |     | Néstor Lorenzo           | Defensor      | 26 de febrero de 1966 (24 años)   |        | Bari               |
| 14 |     | Ricardo Giusti           | Mediocampista | 11 de diciembre de 1956 (33 años) |        | Independiente      |
| 15 |     | Pedro Monzón             | Defensor      | 23 de febrero de 1962 (28 años)   |        | Independiente      |
| 16 |     | Julio Olarticoechea      | Mediocampista | 18 de octubre de 1958 (31 años)   |        | Racing Club        |
| 17 |     | Roberto Sensini          | Defensor      | 12 de octubre de 1966 (23 años)   |        | Udinese            |
| 18 |     | José Serrizuela          | Defensor      | 10 de junio de 1962 (27 años)     |        | River Plate        |
| 19 |     | Oscar Ruggeri            | Defensor      | 26 de enero de 1962 (28 años)     |        | Real Madrid        |
| 20 |     | Juan Simón               | Defensor      | 2 de marzo de 1960 (30 años)      |        | Boca Juniors       |
| 21 |     | Pedro Troglio            | Mediocampista | 28 de julio de 1965 (24 años)     |        | Lazio              |
| 22 |     | Fabián Cancelarich       | Portero       | 20 de diciembre de 1965 (24 años) |        | Ferro Carril Oeste |
| 1  |     | Ángel David Comizzo      | Portero       | 27 de abril de 1962 (28 años)     |        | River Plate        |
| DT |     | Carlos Bilardo           |               |                                   |        |                    |

## Participación
- Los horarios son correspondientes a la Hora central europea de verano (UTC+2).

### Partidos
| Fecha       | Lugar     | Instancia        |                  |                      | Resultado               |                               |                 |
| ----------- | --------- | ---------------- | ---------------- | -------------------- | ----------------------- | ----------------------------- | --------------- |
| 8 de junio  | Milán     | Fase de grupos   | Argentina        | Bandera de Argentina | 0:1 (0:0)               | Bandera de Camerún            | Camerún         |
| 13 de junio | Nápoles   | Fase de grupos   | Argentina        | Bandera de Argentina | 2:0 (1:0)               | Bandera de la Unión Soviética | Unión Soviética |
| 18 de junio | Nápoles   | Fase de grupos   | Argentina        | Bandera de Argentina | 1:1 (0:0)               | Bandera de Rumania            | Rumania         |
| 24 de junio | Turín     | Octavos de final | Brasil           | Bandera de Brasil    | 0:1 (0:0)               | Bandera de Argentina          | Argentina       |
| 30 de junio | Florencia | Cuartos de final | Argentina        | Bandera de Argentina | 0:0 (3:2 p.)            | Bandera de Yugoslavia         | Yugoslavia      |
| 3 de julio  | Nápoles   | Semifinal        | Argentina        | Bandera de Argentina | 1:1 (1:1, 1:0) (4:3 p.) | Bandera de Italia             | Italia          |
| 8 de julio  | Roma      | Final            | Alemania Federal | Bandera de Alemania  | 1:0 (0:0)               | Bandera de Argentina          | Argentina       |

### Fase de grupos - Grupo B
En la primera fase Argentina empezó perdiendo contra la sorprendente selección de Camerún; el gol fue hecho tras un cabezazo del delantero camerunés François Omam-Biyik que Pumpido no pudo controlar. El segundo partido lo ganó 2 a 0 con goles de Pedro Troglio y Jorge Burruchaga. En ese partido se produjeron dos hechos importantes: primero, la lesión por fractura en la pierna de Pumpido, que obligó a la Argentina a utilizar al por aquel entonces joven arquero y debutante Sergio Goycoechea por el resto de la competencia. Segundo, una jugada muy curiosa en la cual Maradona salvó un gol con la mano aunque no fue advertido por el árbitro (con el tiempo después del mundial de México 86, a este hecho se lo llama la segunda mano de Dios, de Maradona en los mundiales). En el tercer partido, que fue un soso empate ante los rumanos 1 a 1, Maradona recibió un fuerte golpe en el tobillo izquierdo que obligó a infiltrarlo antes de cada uno de los encuentros posteriores.
| Selección       | Pts | PJ | PG | PE | PP | GF | GC | Dif |
| --------------- | --- | -- | -- | -- | -- | -- | -- | --- |
| Camerún         | 4   | 3  | 2  | 0  | 1  | 3  | 5  | –2  |
| Rumania         | 3   | 3  | 1  | 1  | 1  | 4  | 3  | 1   |
| Argentina       | 3   | 3  | 1  | 1  | 1  | 3  | 2  | 1   |
| Unión Soviética | 2   | 3  | 1  | 0  | 2  | 4  | 4  | 0   |

|  | Clasificados a los octavos de final.                   |
|  | Clasificado a los octavos de final como mejor tercero. |

#### Argentina vs. Camerún
| 8 de junio de 1990, 18:00 | Argentina | 0:1 (0:0) | Camerún        | Stadio Giuseppe Meazza, Milán                              |                                                            |
|                           |           | Reporte   | 67' Omam-Biyik | Asistencia: 73.780 espectadores Árbitro(s): Michel Vautrot | Asistencia: 73.780 espectadores Árbitro(s): Michel Vautrot |

| Uniformes | Uniformes | Uniformes | Uniformes |
| --------- | --------- | --------- | --------- |
|           |           |           |           |

#### Argentina vs. Unión Soviética
| 13 de junio de 1990, 21:00 | Argentina                    | 2:0 (1:0) | Unión Soviética | Stadio San Paolo, Nápoles                                    |                                                              |
|                            | Troglio 27' · Burruchaga 79' | Reporte   |                 | Asistencia: 55.759 espectadores Árbitro(s): Erik Fredriksson | Asistencia: 55.759 espectadores Árbitro(s): Erik Fredriksson |

| Uniformes | Uniformes | Uniformes | Uniformes |
| --------- | --------- | --------- | --------- |
|           |           |           |           |

#### Argentina vs. Rumania
| 18 de junio de 1990, 21:00 | Rumania    | 1:1 (0:0) | Argentina  | Stadio San Paolo, Nápoles                                        |                                                                  |
|                            | Balint 68' | Reporte   | 62' Monzón | Asistencia: 52.733 espectadores Árbitro(s): Carlos Silva Valente | Asistencia: 52.733 espectadores Árbitro(s): Carlos Silva Valente |

| Uniformes | Uniformes | Uniformes | Uniformes |
| --------- | --------- | --------- | --------- |
|           |           |           |           |

### Octavos de final

#### Brasil vs. Argentina
En los Octavos de final Argentina debía enfrentar a Brasil ya que había terminado tercera. La verdeamarela era la favorita para ganar el encuentro, y lo demostró durante todo el primer tiempo y parte del segundo en los cuales estrelló muchos remates en los palos, junto a otros que fueron atajados por Goycochea. Pero en el minuto 36 del segundo tiempo, Diego Maradona (que jugaba con el tobillo izquierdo infiltrado) arrancó en mitad de cancha, dejó en el camino a Alemao, y después a Dunga, tiró la pelota larga hacia la derecha para luego abrirla a la izquierda en un pase magistral al "hijo del viento" Claudio Paul Caniggia. Cuando Taffarel le salió, Caniggia enganchó para afuera y dejó al arquero brasilero en el piso, definiendo finalmente con la izquierda. Muchos argentinos recuerdan el gol como el que más gritaron en su vida.
| 24 de junio de 1990, 17:00 | Argentina    | 1:0 (0:0) | Brasil | Stadio delle Alpi, Turín                                 |                                                          |
|                            | Caniggia 81' | Reporte   |        | Asistencia: 61.381 espectadores Árbitro(s): Joel Quiniou | Asistencia: 61.381 espectadores Árbitro(s): Joel Quiniou |

| Uniformes | Uniformes | Uniformes | Uniformes |
| --------- | --------- | --------- | --------- |
|           |           |           |           |

### Cuartos de final

#### Argentina vs. Yugoslavia
Recordado como uno de los partidos más aburridos de la historia de los mundiales, Yugoslavia ocupó la totalidad del tiempo de juego en hacer pases entre el portero y los defensas, en un claro caso de lo que en Argentina se llama “hacer tiempo”, práctica que consiste en intentar que el reloj ejecute su fulminante trabajo sin dar oportunidades a nadie de que cambie el resultado. Debido al bochorno vivido, desde entonces cambió el reglamento FIFA y comenzó a penalizarse la cesión. Al final, el partido terminó 0-0, pero como era fase eliminatoria, el resultado se dirimió con penales y el debutante Sergio Goycochea se convirtió en héroe.
| 30 de junio de 1990, 17:00 | Yugoslavia                                                | 0:0 (t. s.)(2:3 p.)        | Argentina                                              | Stadio Artemio Franchi, Florencia                              |                                                                |
|                            |                                                           | Reporte                    |                                                        | Asistencia: 38.971 espectadores Árbitro(s): Kurt Röthlisberger | Asistencia: 38.971 espectadores Árbitro(s): Kurt Röthlisberger |
|                            |                                                           | Tiros desde el punto penal |                                                        |                                                                |                                                                |
|                            | Stojković · Prosinečki · Savićević · Brnović · Hadžibegić |                            | Serrizuela · Burruchaga · Maradona · Troglio · Dezotti |                                                                |                                                                |

| Uniformes | Uniformes | Uniformes | Uniformes |
| --------- | --------- | --------- | --------- |
|           |           |           |           |

### Semifinal

#### Argentina vs. Italia
En semifinales debía enfrentar a Italia, la anfitriona y máxima candidata a quedarse con el título. El partido no fue lúcido, sin embargo Argentina jugó su mejor partido en el torneo y además tuvo una ventaja clave con el desempeño de su arquero Goycochea (originalmente suplente), quien atajó dos penales (los pateados por Donadoni y Serena), logrando así el pase a la final.
| 3 de julio de 1990, 20:00 | Italia                                            | 1:1 (1:1, 1:0) (t. s.)(3:4 p.) | Argentina                                          | Stadio San Paolo, Nápoles                                  |                                                            |
|                           | Schillaci 17'                                     | Reporte                        | 67' Caniggia                                       | Asistencia: 59.978 espectadores Árbitro(s): Michel Vautrot | Asistencia: 59.978 espectadores Árbitro(s): Michel Vautrot |
|                           |                                                   | Tiros desde el punto penal     |                                                    |                                                            |                                                            |
|                           | Baresi · Baggio · De Agostini · Donadoni · Serena |                                | Serrizuela · Burruchaga · Olarticoechea · Maradona |                                                            |                                                            |

| Uniformes | Uniformes | Uniformes | Uniformes |
| --------- | --------- | --------- | --------- |
|           |           |           |           |

### Final

#### Alemania Federal vs. Argentina
En la final, el equipo de Bilardo, muy debilitado por las suspensiones de Caniggia, Olarticoechea, Giusti y Batista, no pudo con una Alemania que fue superior, y que contó con un hombre de más desde el minuto 65 (por la expulsión de Monzón), y que convirtió el gol a minutos del final, con un penal de Sensini sobre Völler, y que convirtió Andreas Brehme.
| 8 de julio de 1990, 20:00 | Argentina | 0:1 (0:0) | Alemania Federal  | Stadio Olimpico di Roma, Roma                                      |                                                                    |
|                           |           | Reporte   | 85' (pen.) Brehme | Asistencia: 73.603 espectadores Árbitro(s): Edgardo Codesal Méndez | Asistencia: 73.603 espectadores Árbitro(s): Edgardo Codesal Méndez |

| Uniformes | Uniformes | Uniformes | Uniformes |
| --------- | --------- | --------- | --------- |
|           |           |           |           |

## Participación de jugadores
|    | Pos            | Jugador             | Equipo                    | PJ | Goles |
| -- | -------------- | ------------------- | ------------------------- | -- | ----- |
| 1  | Guardameta     | Ángel Comizzo       | River Plate               | 0  | 0     |
| 1  | Guardameta     | Nery Pumpido        | Real Betis (ESP)          | 2  | 0     |
| 2  | Centrocampista | Sergio Batista      | River Plate               | 4  | 0     |
| 3  | Delantero      | Abel Balbo          | Udinese Calcio (ITA)      | 1  | 0     |
| 4  | Centrocampista | José Basualdo       | Stuttgart (ALE)           | 7  | 0     |
| 5  | Defensa        | Edgardo Bauza       | Veracruz (MEX)            | 0  | 0     |
| 6  | Delantero      | Gabriel Calderón    | Paris Saint-Germain (FRA) | 5  | 0     |
| 7  | Centrocampista | Jorge Burruchaga    | Nantes (FRA)              | 7  | 1     |
| 8  | Delantero      | Claudio Caniggia    | Atalanta (ITA)            | 6  | 2     |
| 9  | Delantero      | Gustavo Dezotti     | Cremonese (ITA)           | 3  | 0     |
| 10 | Centrocampista | Diego Maradona †    | Napoli (ITA)              | 7  | 0     |
| 11 | Defensa        | Nestor Fabbri       | Racing Club               | 1  | 0     |
| 12 | Guardameta     | Sergio Goycochea    | Millonarios (COL)         | 6  | 0     |
| 13 | Defensa        | Nestor Lorenzo      | Bari (ITA)                | 3  | 0     |
| 14 | Centrocampista | Ricardo Giusti      | Independiente             | 4  | 0     |
| 15 | Defensa        | Pedro Monzón        | Independiente             | 4  | 1     |
| 16 | Centrocampista | Julio Olarticoechea | Racing Club               | 5  | 0     |
| 17 | Defensa        | Roberto Sensini     | Udinese Calcio (ITA)      | 2  | 0     |
| 18 | Defensa        | José Serrizuela     | River Plate               | 5  | 0     |
| 19 | Defensa        | Oscar Ruggeri       | Real Madrid (ESP)         | 5  | 0     |
| 20 | Defensa        | Juan Simón          | Boca Juniors              | 7  | 0     |
| 21 | Centrocampista | Pedro Troglio       | Lazio (ITA)               | 6  | 1     |
| 22 | Guardameta     | Fabián Cancelarich  | Ferrocarril Oeste         | 0  | 0     |